# 静岡県道121号南伊豆松崎線
静岡県道121号南伊豆松崎線（しずおかけんどう121ごう みなみいずまつざきせん）は静岡県賀茂郡南伊豆町、賀茂郡松崎町を通る一般県道である。旧国道136号。

## 概要

### 路線データ
- 陸上距離 : 22.5km
- 起点 : 賀茂郡南伊豆町下賀茂（国道136号交点）
- 終点 : 賀茂郡松崎町道部（国道136号交点）

## 地理
県道起点付近は下賀茂温泉の温泉街が広がる。また、松崎町の岩科南側付近に重要文化財の岩科学校がある。

### 接続路線
- 国道136号
- 静岡県道119号下田南伊豆線

### 通過する自治体
- 静岡県
  - 賀茂郡南伊豆町 - 賀茂郡松崎町

### 峠
- 蛇石峠（標高約350m）：静岡県賀茂郡南伊豆町 - 静岡県賀茂郡松崎町